# Louis Henri de La Tour d'Auvergne
Louis Henri de La Tour d'Auvergne (Parigi, 2 agosto 1679 – Parigi, 3 agosto 1753) membro del Casato di La Tour d'Auvergne. Dato il titolo di Comte d'Évreux alla nascita, diventò in seguito luogotenente degli eserciti del Re. È chiamato, a volte, Henri Louis; non ebbe figli quindi senza discendenza.

## Biografia
Nato a Parigi da Goffredo Maurizio de La Tour d'Auvergne, governatore del Ducato Sovrano di Bouillon e dalla moglie italiana Maria Anna Mancini. I cugini di primo grado per via materna includono i famosi generali Eugenio di Savoia e Luigi Giuseppe di Borbone-Vendôme. Sua madre era una nipote del Cardinale Mazzarino.
Si sposò con Marie Anne Crozat (1696–1729), figlia maggiore di Antoine Crozat marquis du Châtel, fondatore di una immensa fortuna, che fu il primo titolare di una proprietà privata della Louisiana francese dal 1712 al 1717.
La cerimonia si tenne il 3 agosto 1707 e la coppia non ebbe figli. Lo zio di Marie Anne, Pierre Crozat era un collezionista ben noto. Marie Anne portò una piccola dote di 15.000 Livres, aveva dodici anni, mentre Louis Henri ne aveva trentadue.
Louis Henri era responsabile della costruzione dell'Hôtel d'Évreux a Parigi. Aveva acquistato il luogo da Armand-Claude Mollet che possedeva una proprietà antistante la strada che conduceva al villaggio di Roule, a ovest di Parigi. Nel 1718 Louis Henri acquistò questa proprietà e la trasformò nella sua residenza privata. Terminata nel 1722, servì come sua residenza principale e sede durante la Reggenza di Philippe d'Orléans per il piccolo Luigi XV. Louis Henri e Philippe furono buoni amici.
Alla sua morte, il suo Hôtel fu venduto a Luigi XV che lo diede a Madame de Pompadour. Fu, in seguito, la proprietà di Batilde d'Orléans sorella di Philippe Égalité.
Nel 1720, il famoso Hyacinthe Rigaud immortalò Louis Henri in un dipinto (vedi sopra), oggi conservato al Metropolitan Museum of Art.
Nel 1721, suo padre morì ed il fratello maggiore di Louis Henri, Emmanuel Theodose gli successe come sovrano del ducato di Bouillon, che apparteneva alla famiglia dal 1594.
Alla morte di Louis Henri a Parigi, la contea di Évreux ritornò di nuovo al Casato di La Tour d'Auvergne come uno dei loro titoli filiali.
I suoi nipoti includono Armande, moglie di Luigi II di Melun, duca di Joyeuse; Marie Hortense Victoire de La Tour d'Auvergne, moglie di Charles Armand René de La Trémoille e Anne Marie Louise, princesse de Soubise e moglie di Carlo di Rohan-Soubise.
La nipote più giovane, Marie Charlotte, che rimase orfana nel 1737 fu allevata da Louis Henri e in seguito sposò il Principe di Craon.
Era un pronipote del Grand Turenne.

## Titoli e appellativi
- 2 agosto 1679 – 3 agosto 1753 il conte d'Évreux.

## Ascendenza
|                                           |                         |                                   | Genitori                             |  |  | Nonni |  |  | Bisnonni                       |  |  | Trisnonni                              |  |
|                                           |                         |                                   |                                      |  |  |       |  |  | 8. Henri de La Tour d'Auvergne |  |  | 16. François III de La Tour d'Auvergne |  |
|                                           |                         |                                   |                                      |  |  |       |  |  | 8. Henri de La Tour d'Auvergne |  |  | 16. François III de La Tour d'Auvergne |  |
|                                           |                         | 17. Éléonore de Montmorency       |                                      |  |  |       |  |  | 8. Henri de La Tour d'Auvergne |  |  |                                        |  |
| 4. Frédéric Maurice de La Tour d'Auvergne |                         |                                   |                                      |  |  |       |  |  | 8. Henri de La Tour d'Auvergne |  |  |                                        |  |
|                                           |                         | 9. Elisabeth Flandrika van Nassau | 18. Willem I van Oranje              |  |  |       |  |  |                                |  |  |                                        |  |
|                                           |                         | 9. Elisabeth Flandrika van Nassau | 18. Willem I van Oranje              |  |  |       |  |  |                                |  |  |                                        |  |
|                                           |                         | 9. Elisabeth Flandrika van Nassau | 19. Charlotte de Bourbon-Montpensier |  |  |       |  |  |                                |  |  |                                        |  |
| 2. Godefroy Maurice de La Tour d'Auvergne |                         | 9. Elisabeth Flandrika van Nassau |                                      |  |  |       |  |  |                                |  |  |                                        |  |
|                                           |                         | 10. Frederik van den Bergh        | 20. Willem IV van den Bergh          |  |  |       |  |  |                                |  |  |                                        |  |
|                                           |                         | 10. Frederik van den Bergh        | 20. Willem IV van den Bergh          |  |  |       |  |  |                                |  |  |                                        |  |
|                                           |                         | 10. Frederik van den Bergh        | 21. Maria van Nassau                 |  |  |       |  |  |                                |  |  |                                        |  |
| 5. Eleonora van den Bergh                 |                         | 10. Frederik van den Bergh        |                                      |  |  |       |  |  |                                |  |  |                                        |  |
|                                           |                         | 11. Françoise de Ravenel          | 22. Eustache de Ravenel              |  |  |       |  |  |                                |  |  |                                        |  |
|                                           |                         | 11. Françoise de Ravenel          | 22. Eustache de Ravenel              |  |  |       |  |  |                                |  |  |                                        |  |
|                                           |                         | 11. Françoise de Ravenel          | 23. Marie de Renty                   |  |  |       |  |  |                                |  |  |                                        |  |
| 1. Louis Henri de La Tour d'Auvergne      |                         | 11. Françoise de Ravenel          |                                      |  |  |       |  |  |                                |  |  |                                        |  |
|                                           | 12. Paolo Lucio Mancini | 24. Lorenzo Mancini               |                                      |  |  |       |  |  |                                |  |  |                                        |  |
|                                           | 12. Paolo Lucio Mancini | 24. Lorenzo Mancini               |                                      |  |  |       |  |  |                                |  |  |                                        |  |
|                                           | 12. Paolo Lucio Mancini | 25. Olimpia Massimo               |                                      |  |  |       |  |  |                                |  |  |                                        |  |
| 6. Michele Lorenzo Mancini                | 12. Paolo Lucio Mancini |                                   |                                      |  |  |       |  |  |                                |  |  |                                        |  |
|                                           |                         | 13. Vittoria Capocci              | 26. Vincenzo Capocci                 |  |  |       |  |  |                                |  |  |                                        |  |
|                                           |                         | 13. Vittoria Capocci              | 26. Vincenzo Capocci                 |  |  |       |  |  |                                |  |  |                                        |  |
|                                           |                         | 13. Vittoria Capocci              | 27. Lucrezia Glorieri                |  |  |       |  |  |                                |  |  |                                        |  |
| 3. Maria Anna Mancini                     |                         | 13. Vittoria Capocci              |                                      |  |  |       |  |  |                                |  |  |                                        |  |
|                                           |                         | 14. Pietro Mazzarino              | 28. Girolamo Mazzarino               |  |  |       |  |  |                                |  |  |                                        |  |
|                                           |                         | 14. Pietro Mazzarino              | 28. Girolamo Mazzarino               |  |  |       |  |  |                                |  |  |                                        |  |
|                                           |                         | 14. Pietro Mazzarino              | 29. Margherita de Franchis-Passavera |  |  |       |  |  |                                |  |  |                                        |  |
| 7. Girolama Mazzarini                     |                         | 14. Pietro Mazzarino              |                                      |  |  |       |  |  |                                |  |  |                                        |  |
|                                           |                         | 15. Ortensia Bufalini             | 30. Ottavio Bufalini                 |  |  |       |  |  |                                |  |  |                                        |  |
|                                           |                         | 15. Ortensia Bufalini             | 30. Ottavio Bufalini                 |  |  |       |  |  |                                |  |  |                                        |  |
|                                           |                         | 15. Ortensia Bufalini             | 31. Francesca Belloni                |  |  |       |  |  |                                |  |  |                                        |  |
|                                           |                         | 15. Ortensia Bufalini             |                                      |  |  |       |  |  |                                |  |  |                                        |  |